# Cephalocereus senilis
Espèce
Statut de conservation UICN

 EN B1ab(iii,v) : En danger
Statut CITES
Cephalocereus senilis (Tête de vieillard) est une espèce du genre Cephalocereus de la famille des Cactaceae. Elle est originaire de Guanajuato et Hidalgo dans l'est du Mexique. Elle est menacée dans son habitat naturel, mais le développement de sa culture a réduit les prélèvements dans la nature.
C'est une grande espèce colonnaire, avec des touffes de troncs de 5 à 15 cm à l'âge adulte. Ces troncs ne se ramifient pas.
L'aspect le plus spectaculaire est la présence de long poils blancs qui la protègent du soleil et la recouvrent totalement en justifiant son appellation familière de Tête de vieillard.
Les fleurs sont rouges, jaunes ou blanches, mais n'apparaissent que sur les sujets âgés de 10 à 20 ans.

## Culture
Cephalocereus senilis est apprécié en raison de son apparence laineuse toute blanche. Il a besoin d'un sol bien drainé comme tous les cactus. Une exposition bien ensoleillée favorise la croissance des poils blancs.